# 五氟化铋
五氟化铋是一种无机化合物，化学式为BiF5，也是铋元素惟一的五卤化物。

## 结构
BiF5固态时是多聚体，由反式桥连的线型链共用BiF6八面体的一个角形成。 这种结构与α-UF5是相同的，却与三氟化铋（BiF3）不同，这是一种离子化合物并采用YCl3结构。
|           |          |
| (BiF5)∞链 | 链的排列 |

## 制法
BiF5可以通过BiF3与F2在500 °C下反应制备：
BiF3 + F2 → BiF5
另一种合成方法是在350 °C下使用ClF3作为氟化剂：
BiF3 + ClF3 → BiF5 + ClF

## 反应
五氟化铋是最活泼的VA族元素五氟化物，它也是一个很强的氧化剂。它与水剧烈反应产生臭氧、二氟化氧以及棕色沉淀（可能是水合氟氧化铋(V)），与碘或硫在室温下即可反应。BiF5可以在50 °C以上将煤油（碳氢化合物）氟化成碳氟化合物，并能在150 °C下将UF4氧化成UF6。温度达到180 °C时，五氟化铋甚至能将Br2氟化成BrF3，将Cl2氟化成ClF。
BiF5也能与碱金属氟化物（MF）作用，得到六氟铋酸盐M[BiF6]。其中含有六氟合铋酸根离子[BiF6]−。